# Zoológico de Dubái
El Zoológico de Dubái (en árabe: حديقة حيوان دبي) es un parque zoológico de 1,5 hectáreas (3,7 acres), ubicado en el emirato de Dubái, uno de los 7 que integra los Emiratos Árabes Unidos. El parque fue establecido en 1967 el Jeque Rashid al Maktoum bin, un anterior Gobernante de Dubái, que permitió que Otto J. Bulart construyera un parque zoológico en una parcela de dos hectáreas en Jumeirah. Se trata del zoológico más antiguo de la Península arábiga. Se consideró un hito en Dubái a finales de 1960, ya que indicaba el "fin de la ciudad".
En 1971, la gestión del Zoológico de Dubái pasó a manos de la Municipalidad de Dubái.